# Leander Ditscheiner

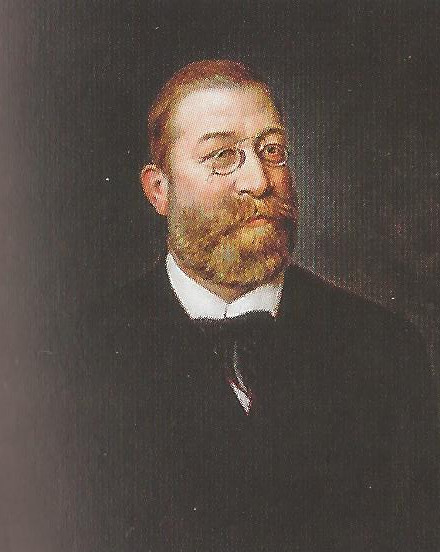
Leander Ditscheiner, Gemälde von Wenzel Ottokar Noltsch

Leander Ditscheiner  (* 4. Jänner 1839 in Wien; † 1. Februar 1905 ebenda) war ein österreichischer Physiker.

## Leben
Bereits während seiner Gymnasialzeit in der Schottenfelder Realschule zeigte sich seine Neigung zur Kristallographie. Von 1856 bis 1861 besuchte Ditscheiner die Technische Hochschule  Wien. Während dieser Zeit veröffentlichte er 1857 bereits seine erste wissenschaftliche Arbeit, ehe er im Jahre 1862 an der Universität Wien und in der Folge 1864 an der Universität Heidelberg inskribierte. Nur ein Jahr später habilitierte sich Ditscheiner als Privatdozent der mathematischen Physik und Kristallographie an der Technischen Hochschule in Wien. Ditscheiner wurde 1889 zum Rektor der Technischen Hochschule gewählt. Gleichzeitig unterrichtete er Farbenlehre und Farbenchemie an der Akademie der bildenden Künste Wien. Als bahnbrechend für die physikalische Forschung gelten insbesondere seine Arbeiten auf den Gebieten der Optik und der Elektrizität. Für seine wichtige Publikation „Über den Gangunterschied und das Intensitätsverhältnis der bei der Reflexion an Glasgittern auftretenden parallel und senkrecht zur Einfallsebene polarisierenden Strahlen“, 1871 erschienen in den Sitzungsberichten der kaiserlichen Akademie der Wissenschaften in Wien, erhielt er den bedeutenden Ignaz-L.-Lieben-Preis. Als Auszeichnung für seine wichtigen Forschungsergebnisse wurde Ditscheiner im Jahre 1880 zum korrespondierenden Mitglied der kaiserlichen Akademie der Wissenschaften in Wien gewählt. Im Jahr 1891 wurde er zum Mitglied der Leopoldina gewählt. Ditscheiner verstarb im Jahre 1905 nach längeren schweren Leiden. Der Name der Ditscheinergasse in Wien-Landstraße erinnert noch heute an diesen bedeutenden Wissenschaftler und seine Verdienste um die physikalische Forschung.